# Roomba

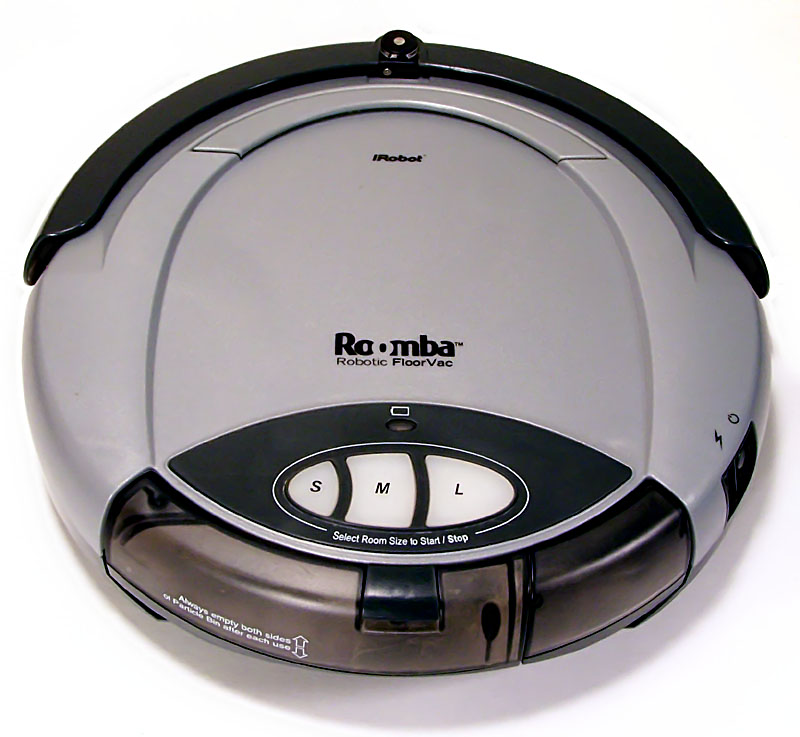
Roomba di prima generazione

Roomba è un robot domestico per la pulizia dei pavimenti prodotto da iRobot a partire dal 2002. Nel febbraio del 2011 il CEO di iRobot, Colin Angle, ha dichiarato che sono stati venduti nel mondo oltre 6 milioni di robot domestici iRobot.
Il robot ha la forma di un disco dal diametro di 34 cm e alto 9 cm. Calcola il suo itinerario tramite un algoritmo che elabora i dati dei sensori posti sul paraurti e su altri sensori IR. Il sistema di pulizia è costituito da 3 spazzole e da una unità di aspirazione.
Il robot è alimentato da una batteria NiMH con tempi di ricarica che oscillano tra le 12 ore (nella prima generazione di robot, per un'autonomia massima di 1,5 ore) e le 3 ore (dalla seconda in poi, per un'autonomia massima di 2 ore - nella quarta generazione, la serie 700, c'è stato un ulteriore incremento dell'autonomia >= del 50%). Finora sono state prodotte 4 generazioni di Roomba.
Nella prima generazione era necessario indicare, tramite gli appositi pulsanti, la dimensione della stanza da pulire; nelle generazioni successive del robot, il calcolo delle dimensioni della stanza viene effettuato in maniera automatica, e i tre pulsanti sono stati raggruppati in un unico tasto denominato CLEAN.
Nella quarta generazione sono presenti opportuni sensori che permettono ai robot di evitare gli ostacoli e di non cadere dalle scale. Inoltre, è anche possibile programmare il giorno e l'ora esatta della settimana in cui si vuole che Roomba faccia le pulizie.

## Modifiche, estensioni e interfaccia

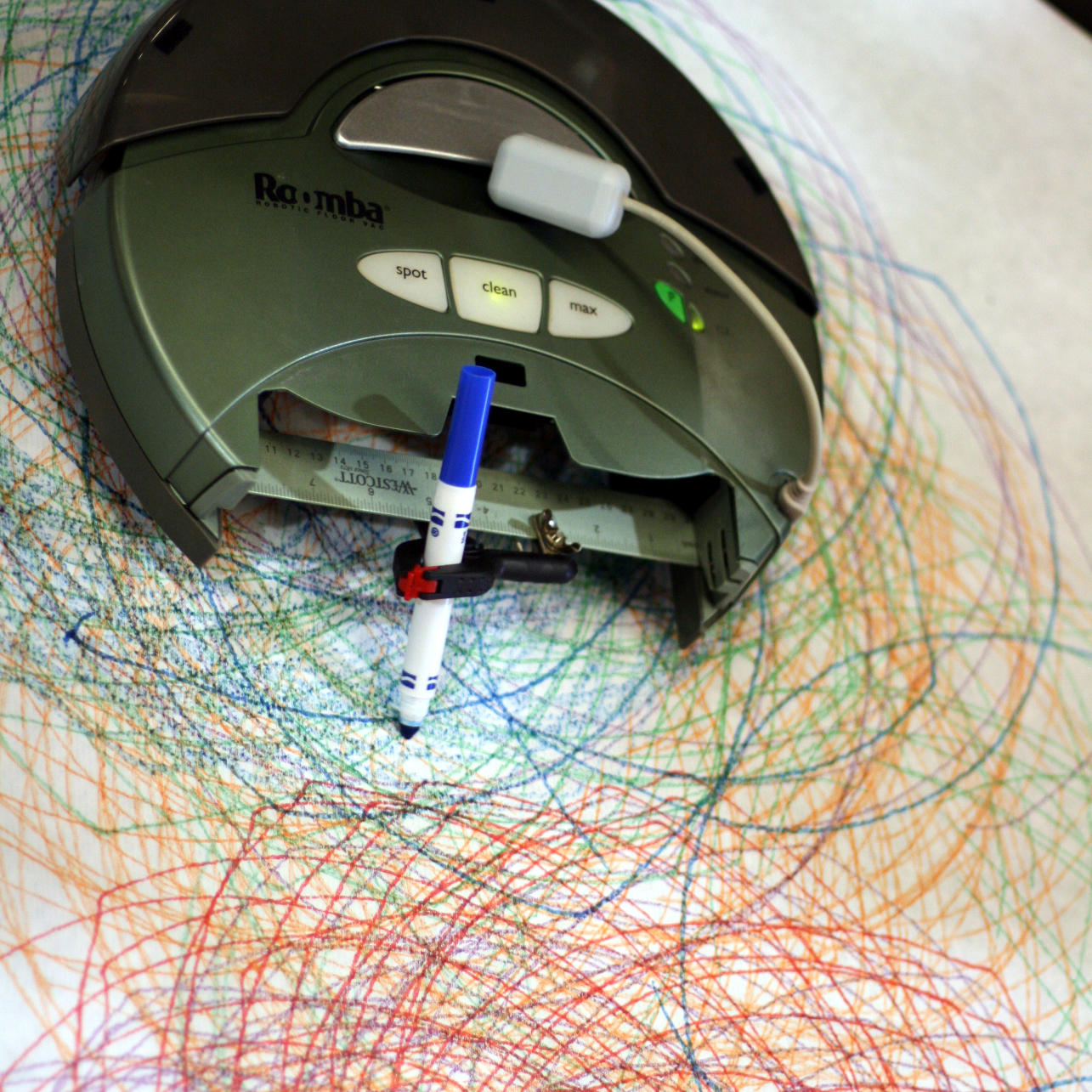
Un roomba modificato per funzionare a spirografo

Fin dai primi modelli, l'aspirapolvere Roomba è stato oggetto di hacking per modificarne o estenderne le funzionalità. I primi adattamenti si basano su un microcontrollore che veniva direttamente collegato ai controller dei motori e ai sensori del Roomba originale. Le versioni di Roomba prodotte dopo ottobre 2005 contengono un'elettronica e un software di interfaccia che permette agli hacker di controllare o modificare il comportamento di Roomba e di monitorarne in remoto i sensori più facilmente.
I Roomba muniti di questa interfaccia (400 modelli di serie usciti dopo ottobre 2005 e tutti i modelli di serie più recenti, come la 500 e la 700) sono dotati di un connettore Mini-DIN che offre un'interfaccia seriale TTL, che non è compatibile con cavi e porte seriali standard dei computer Mac, sia elettricamente che fisicamente. Tuttavia, adattatori forniti da terzi permettono di accedere al computer di Roomba tramite Bluetooth, USB, o RS-232 (porta seriale PC/Mac). I Roomba precedenti a ottobre 2005, aggiornati con l'OSMO hacker device permettono all'utente di monitorare molti sensori del Roomba e di modificare il suo comportamento. La API Roomba Open Interface (precedentemente chiamata "Roomba Serial Command Interface") permette ai programmatori e agli sperimentatori di robotica di mettere in atto i loro miglioramenti a Roomba. Progetti di hacking possono essere trovati in rete.

### iRobot Create
In risposta al crescente interesse degli hacker per il loro prodotto, la compagnia ha sviluppato iRobot Create. In questo modello, i motori di aspirazione sono sostituiti da un vano su cui montare dispositivi come telecamere, laser e altre parti robotiche. Il sistema iRobot Create è munito di un'interfaccia a 25-pin fortemente migliorata per offrire comunicazione bidirezionale sia analogica che digitale con i dispositivi ospiti. In questo modo, può essere usata come base mobile per robot completamente nuovi. Disponendo di una piattaforma hardware come un netbook o un dispositivo mobile con capacità di collegamento a una rete wireless, si può controllare Roomba in remoto attraverso una rete.